# Drill (EP)
Drill ist eine EP der britischen Alternative-Rock-Band Radiohead, die am 5. Mai 1992 veröffentlicht wurde. Sie ist die erste (die Demoaufnahme Manic Hedgehog ausgenommen) Veröffentlichung der Band. Die EP erreichte in den britischen Charts den 101. Platz. Die ursprüngliche Auflage war auf 3.000 CDs limitiert. Drill wurde später in die Special Edition des Debütalbums Pablo Honey inkludiert.

## Geschichte
| Medium       | Rating                                                              | Kritiker    |
| ------------ | ------------------------------------------------------------------- | ----------- |
| Sputnikmusic | 2.8/5                                                               | -           |
| Sputnikmusic | Sternsymbol · Sternsymbol · Sternsymbol · Sternsymbol · Sternsymbol | Mike Stagno |

Alle Titel der EP sind Demoaufnahmen, die im Courtyard Studio in Oxon aufgenommen wurden, die Band nannte sich zur Zeit der Aufnahme noch On a Friday. Der Name wurde einen Monat später in Radiohead geändert.
Thinking About You wurde direkt von Manic Hedgehog übernommen, während You neu aufgenommen wurde. Thinking About You, You und Prove Yourself wurden für Pablo Honey ein weiteres Mal aufgenommen.
Prove Yourself ist für seine U2-ähnlichen Akkordwechsel und seinen ungeschminkten, emotionalen Gesang bekannt, während Stupid Car ein langsamer, fast balladenartiger Song ist, der sich, ähnlich wie Killer Cars, mit Thom Yorkes Argwohn gegenüber Autos beschäftigt. Yorkes Misstrauen gegenüber diesen wurde durch einen Autounfall, in den er und seine Freundin involviert waren, ausgelöst.
Prove Yourself wurde von Gary Davies auf BBC Radio 1 gespielt, nachdem er eine Kopie der EP erhalten hatte. Dies war das erste Mal, dass ein Song von Radiohead im nationalen Radio gespielt wurde.
Bei Sputnikmusic erhielt Drill eine durchschnittliche Wertung von 2,8 von fünf Punkten, der Kritiker Mike Stagno vergab 3,5 Punkte.

## Titelliste
1. Prove Yourself – 2:32
2. Stupid Car – 2:26
3. You – 3:23
4. Thinking About You – 2:15